# 广州会馆
广州会馆，為一個會館建築，位于广东省清远市英德市浛洸镇河边街，建于清同治二年(1863年)。面臨小北江(連江)岸,占地面積1240平方米,有石砌堤岸近40米,並有麻石柱梁護欄。其為浛洸鎮作為粵北重鎮的標誌建築。舊日廣州會館前河畔繁華熱鬧，常有小販平民等在門前擺地攤或借賣食物為名擲色賭博，進而相互鬥毆，光緒二十二年五月二十一日，英德縣衙門立下禁賭告示碑，留存於會館外牆。1991年11月被公布为清远市英德市的一个市级文物保护单位，类型为近现代重要史迹及代表性建筑。
广州会馆的历史年代为1939—1942年。